# Bohunice u Tvrzic
Bohunice (deutsch Bohonitz) ist eine Gemeinde in Tschechien. Sie liegt 13 Kilometer nördlich von Prachatice und gehört zum Okres Prachatice.

## Geographie

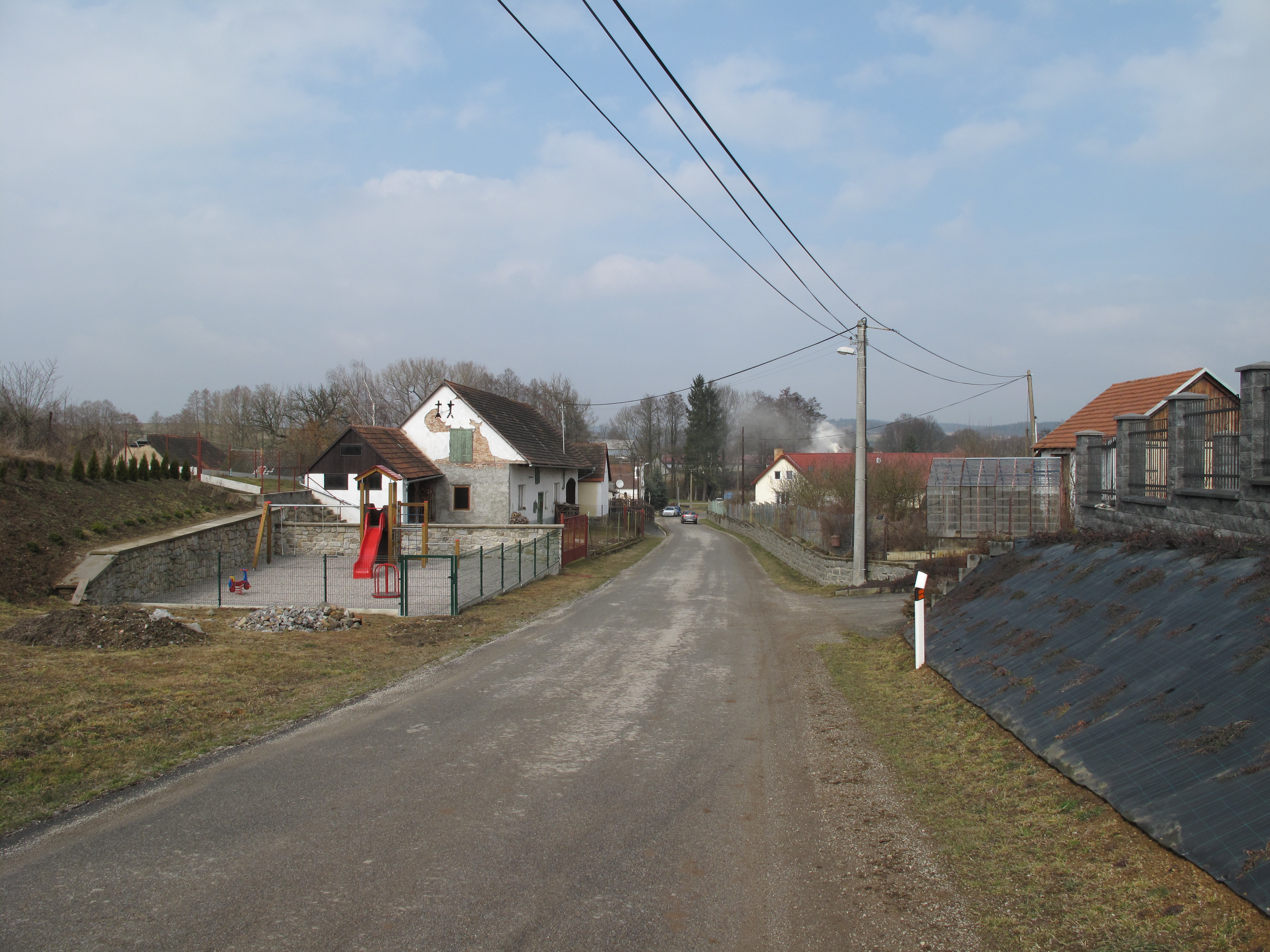
Bohunice

Bohunice befindet sich am Zusammenfluss des Čepřovický und Pohorský  potok zum Dubský potok in der Hügellandschaft des Böhmerwald-Vorlandes. Östlich des Ortes erhebt sich auf einem 683 m hohen Hügel die Helfenburk.
Nachbarorte sind Čepřovice im Norden, Jiřetice im Nordosten, Koječín im Osten, Javornice und Dub im Südosten, Tvrzice im Süden, Bušanovice im Südwesten, Všechlapy und Kamenná im Westen sowie Kakovice im Nordwesten.

### Gemeindegliederung
Für die Gemeinde Bohunice sind keine Ortsteile ausgewiesen.

### Nachbargemeinden
|             |                                             |           |
| Předslavice | Kompassrose, die auf Nachbargemeinden zeigt | Čepřovice |
|             | Tvrzice                                     | Dub       |

## Geschichte
Bohonice wurde im Jahre 1315 erstmals urkundlich erwähnt.
Nach der Aufhebung der Patrimonialherrschaften bildete Bohonice ab 1850 einen Ortsteil der Gemeinde Tvrsice im Strakonitzer Bezirk. 1930 wurde der Ort zu einer eigenständigen Gemeinde unter dem neuen Namen Bohunice. Seit 1950 gehört Bohunice zum Okres Prachatice. 1961 erfolgte die erneute Eingemeindung nach Tvrzice; seit dem 24. November 1990 besteht die Gemeinde Bohunice wieder.

## Sehenswürdigkeiten
- Kapelle am Dorfplatz
- Helfenburk